# Sporophila palustris
Sporophila palustris là một loài chim trong họ Thraupidae.